# 1963 en Suisse
Chronologie de la Suisse
- 1959
- 1960
- 1961
- 1962
- 1963
- 1964
- 1965
- 1966
- 1967

Chronologie de la Suisse
1962 en Suisse - 1963 en Suisse - 1964 en Suisse

## Gouvernement au1erjanvier 1963
- Conseil fédéral[1]:
  - Willy Spühler PSS, président de la Confédération
  - Ludwig von Moos PDC, vice-président de la Confédération
  - Paul Chaudet PRD
  - Friedrich Traugott Wahlen UDC
  - Hans Schaffner PRD
  - Roger Bonvin PDC
  - Hans Peter Tschudi PSS

## Évènements

### Janvier
Lundi 1er janvier 
- Pour la première fois depuis 1920, les PTT augmentent les tarifs pour l’envoi de colis postaux. Une baisse du coût des conversations téléphoniques entre simultanément en vigueur.

 Samedi 5 janvier 
- Décès à Morges (VD), à l’âge de 90 ans, du dramaturge René Morax.

 Lundi 14 janvier 
- Une vague de froid frappe la Suisse. Le thermometre descend à -24 degrés Celsius à Kloten et -22 degrés Celsius à Berne. La plupart des grands lacs du Plateau se mettent à geler.

 Jeudi 17 janvier 
- Une gigantesque panne de courant paralyse pratiquement toute la Suisse.

 Samedi 19 janvier 
- Le port commercial de Bâle doit être fermé à la navigation, la couche de glace atteignant 25 centimètres d'épaisseur.

 Dimanche 20 janvier 
- Décès à Lausanne, à l’âge de 77 ans, du peintre et verrier Louis Rivier.

 Lundi 28 janvier 
- Décès à Minneapolis, à l’âge de 79 ans, du chimiste Jean Piccard, frère d’Auguste Piccard.

### Février
Vendredi 1er février 
- Une couche de glace recouvre la totalité du lac de Zurich.

 Mercredi 6 février 
- Pour la première fois depuis 133 ans, le lac de Constance est recouvert d'une couche de glace permettant sa traversée à pied.

 Mardi 12 février 
- Entre Münsterlingen et Hagnau, sur la rive allemande du Lac de Constance, 400 fidèles traversent le lac pour rapporter le buste de St-Jean qui avait changé de rive en 1830. Selon la tradition, le buste doit changer de lieu à chaque fois que le lac gèle complètement.

 Lundi 25 février 
- Assemblée constitutive à Bâle de la Regio basiliensis, créée dans le but d’améliorer la coopération transfrontalière.
- Décès à Lausanne, à l’âge de 86 ans, de l’ingénieur et météorologue Paul-Louis Mercanton, pionnier de la radiodiffusion de Suisse.

### Mars
Jeudi 4 mars 
- La ligne ferroviaire du Jorat, entre Lausanne et Moudon (VD), est remplacée par un service de bus.

 Samedi 16 mars 
- Une épidémie de fièvre typhoïde se déclare à Zermatt (VS). 400 personnes sont contaminées et trois succombent des suites de la maladie.
- Les PTT introduisent la fermeture des guichets à 12 h.15 le samedi.

 Mercredi 20 mars 
- Première de Hercule et les écuries d’Augias, de Friedrich Dürrenmatt, au Schauspielhaus de Zurich.

 Vendredi 22 mars 
- Pour la première fois de son histoire, le HC Villars devient champion de Suisse de hockey-sur-glace.

 Mardi 26 mars 
- Le FLJ revendique l’incendie d’un baraquement militaire à Bourrignon (JU).

 Dimanche 31 mars 
- Elections cantonales à Bâle-Campagne. Ernst Börlin (PRD), Leo Lejeune (PSS), Max Kaufmann (PAB), Paul Gürtler (PDC) et Ernst Löliger (PRD) sont élus au Conseil d’Etat lors du 1er tour de scrutin.

### Avril
Mercredi 10 avril 
- Les transports urbains de Zurich commencent à supprimer les contrôleurs dans leurs véhicules.

 Vendredi 12 avril 
- Décès dans la Vallée de Chevreuse, à l’âge de 60, de l’anthropologue Alfred Métraux.

 Dimanche 14 avril 
- Décès à Lausanne, à l’âge de 78 ans, du constructeur d’avions René Grandjean.

 Lundi 15 avril 
- Décès à Tramelan (BE), à l’âge de 71 ans, du compositeur Albert Béguelin.

 Vendredi 26 avril 
- Incendie de la ferme des Joux-Derrière, aux Genevez (JU), revendiqué par le Front de libération du Jura.

 Dimanche 28 avril 
- Elections cantonales à Zurich. Franz Egger (PSS), Aloïs Günthard (UDC), Ernst Brugger (PRD), Urs Bürgi (Parti chrétien-social), Rudolf Meier (UDC), Walter König (AdI) et Robert Zumbühl (PRD) sont élus au Conseil d’Etat lors du 1er tour de scrutin.

### Mai
Lundi 6 mai 
- La Suisse adhère au Conseil de l'Europe.

 Mercredi 8 mai 
- Inauguration à Genève du monument Henry Dunant.

 Dimanche 12 mai 
- Elections cantonales à Lucerne. Werner Kurzmeyer (PRD), Franz Xaver Leu (PDC), Anton Muheim (PSS), Werner Bühlmann (PDC), Josef Isenschmid (PDC), Adolf Käch (PRD) et Hans Rogger (PSS) sont élus au Conseil d’Etat lors du 1er tour de scrutin.

 Dimanche 26 mai 
- Votations fédérales. Le peuple rejette, par 451 238 non (62,2 %) contre 274 061 oui (37,8 %), l'initiative populaire « sur le droit du peuple de décider de l'équipement de l'armée suisse en armes atomiques ».

### Juin
Dimanche 2 juin 
- Le FC Zurich s’adjuge, pour la troisième fois de son histoire, le titre de champion de Suisse de football.

 Mardi 2 juin 
- Décès, à l’âge de 82 ans, du poète et mécène Hans Reinhart.

 Jeudi 6 juin 
- Inauguration des Raffineries du Rhône à Collombey (VS).

 Mercredi 19 juin 
- L’italien Giuseppe Fezzardi remporte le Tour de Suisse cycliste

 Samedi 22 juin 
- Inauguration à Zurich, de la première mosquée de Suisse.

 Jeudi 27 juin 
- Ouverture de la 66e Fête fédérale de gymnastique à Lucerne.

### Juillet
Dimanche 14 juillet 
- Décès à Lausanne, à l’âge de 75 ans, du peintre Gustave Buchet.

 Vendredi 19 juillet 
- Un incendie détruit l’église de couvent de Saint-Ulrich à Kreuzlingen (TG).

### Août
Samedi 3 août 
- Le guide valaisan Michel Darbellay réussit la première ascension en solitaire de la paroi nord de l’Eiger.

 Samedi 10 août 
- Décès à Zurich, à l’âge de 86 ans, de l’ancien conseiller fédéral Ernst Wetter.

 Mercredi 21 août 
- Un forage fait jaillir du pétrole à Essertines (VD).

 Jeudi 29 août 
- Deux aspirants-officiers trouvent la mort lors d’un exercice de natation à Lausanne-Bellerive.

### Septembre
Dimanche 1er septembre 
- Inauguration de l’Institut Gottlieb Duttweiler à Rüschlikon (ZH), dans le but de servir la philosophie du capital à but social.

 Mercredi 4 septembre 
- Une Caravelle de Swissair assurant la liaison Zurich-Genève-Rome prend feu au décollage de Kloten et s'écrase près de Dürrenäsch (AG). Ses 80 occupants sont tués.
- Début des XVIIIe Rencontres internationales de Genève. Les participants tentent de répondre à la question Dialogue ou violence ?

 Jeudi 5 septembre 
- Inauguration du barrage des Toules, dans le Val d'Entremont (VS).

 Mercredi 10 septembre 
- Décès, à l’âge de 38 ans, du skieur Georges Schneider, abattu par méprise lors d’une partie de chasse.

### Octobre
Jeudi 17 octobre 
- Défilé militaire à Dübendorf (ZH). 40 000 hommes, 4 000 véhicules et 120 chevaux paradent devant 240 000 spectateurs.

 Dimanche 20 octobre 
- Elections fédérales. Le Conseil national compte pour la première fois 200 membres, comme l’a voulu la révision constitutionnelle de 1962. Avec 53 élus (+2), le PSS devient la première formation politique du pays. Le PRD obtient 51 sièges (inchangé) et le groupe conservateur chrétien-social 48 (+1). Le groupe des paysans, artisans et bourgeois dénombre 22 élus (-1).

### Novembre
Vendredi 1er novembre 
- Le Conseil fédéral reconnaît l’indépendance de Zanzibar.

 Samedi 16 novembre 
- Vernissage, au Musée des Beaux-Arts de Berne, de l’exposition Eugène Delacroix.

 Samedi 23 novembre 
- Fondation à Lausanne du Département missionnaire des Eglises protestantes romandes pour reprendre l’activité exercée jusque-là par des sociétés privées.

### Décembre
Dimanche 8 décembre 
- Votations fédérales. Le peuple approuve, par 474 786 oui (77,6 %) contre 136 970 non (22,4 %), la prorogation du régime financier de la Confédération.
- Votations fédérales. Le peuple approuve, par 479 987 oui (78,5 %) contre 131 644 non (21.5 %), l’article constitutionnel sur les bourses d'études et autres aides financières à l'instruction.

 Mardi 10 décembre 
- Le CICR reçoit le Prix Nobel de la paix.

 Jeudi 12 décembre 
- Le Conseil fédéral reconnaît l’indépendance du Kenya.

 Samedi 28 décembre 
- Décès à Francfort-sur-le-Main, à l’âge de 68 ans, du compositeur Paul Hindemith.

 Dimanche 29 décembre 
- Décès à Lausanne, à l’âge de 86 ans, du théologien Henri-Louis Miéville, animateur des Entretiens d'Oron.